# Николаевка (Доманёвский район)
Николаевка (укр. Миколаївка) — село в Доманёвском районе Николаевской области Украины.
Население по переписи 2001 года составляло 151 человек. Почтовый индекс — 329552. Телефонный код — 5152. Занимает площадь 0,4 км².

## Местный совет
56470, Николаевская обл., Доманёвский р-н, с. Мостовое, ул. Степова, 11